# Bądle
Bądle (niem. Bandels) – osada w Polsce położona w województwie warmińsko-mazurskim, w powiecie bartoszyckim, w gminie Górowo Iławeckie. W latach 1975–1998 miejscowość administracyjnie należała do województwa olsztyńskiego.

## Historia
Dawny majątek szlachecki, w 1889 r. wraz z dwoma folwarkami zajmował obszar 639 ha. W 1939 r. mieszkało w Bądlach 216 osób. W 1945 r. majątek ziemski przejęły Państwowe Nieruchomości Ziemskie, a oba folwarki znalazły się w granicach ZSRR (dziś Obwód królewiecki, Rosja). W 1983 działał tu PGR, a w 14 domach mieszkało 204 osób. Ulice były oświetlone i funkcjonowała we wsi biblioteka publiczna.

## Ludzie związani z Bądlami
- Friedrich Ackermann